# Henicophaps foersteri
La paloma bronce de Nueva Bretaña o paloma bronceada de Nueva Bretaña (Henicophaps foersteri) es una especie de ave Columbiforme de la familia Columbidae endémica del sur del archipiélago Bismarck, en Papúa Nueva Guinea.

## Descripción
La paloma bronce de Nueva Bretaña es una paloma bastante grande con cola larga y de hábitos terrestres. Mide alrededor de 38 cm de largo. Sus partes superiores son de color pardo, con iridiscencias broncíneas o verdes en las coberteras de las alas, que se va aclarando hacia el anteado de la parte frontal de su rostro y partes inferiores, salvo su garganta que es blanquecina.

## Distribución
Se encuentra únicamente en la isla de Nueva Bretaña y otras islas menores circundantes del sur del archipiélago Bismarck. Su hábitat natural son las selvas tropicales húmedas. Está amenazada por la pérdida de hábitat.